# 原老九章绸缎庄大楼
原老九章绸缎庄大楼是清末原老九章绸缎庄在天津的营业地点。建于1883年，选址在天津日租界的旭街（今天津市和平区和平路47号），目前是天津市和平区文物保护单位和重点保护等级历史风貌建筑。

## 历史
1883年，孙廷珍始建这座大楼，后来由老九章绸缎庄承租。老九章绸缎庄为清末一位排行第九的章姓沪商在天津开办并以“老九章”命名该店。老九章绸缎庄以经营绸缎、呢绒享有盛名。

## 建筑风格
原老九章绸缎庄大楼东接兴安路，南临荣吉大街，西沿和平路，北临同庆后大胡同，建筑面积为1936.65平方米，原为三层砖混结构平顶楼房，后来在顶部增建四层，局部为五层。建筑平面呈倒三角形，外立面为混水墙面，并装饰有附壁柱。建筑主入口以柱子承托并位于转角处，上部设有二楼和三楼的阳台，建筑三层的檐口设有山花。建筑后来增建的部分依然设有附壁柱，建筑五层设有三连拱券窗，屋顶设有方形露台。是一座具有古典主义建筑特征的大楼。